# Александрово (Плоцький повіт)
Александрово (пол. Aleksandrowo) — село в Польщі, у гміні Старожреби Плоцького повіту Мазовецького воєводства.
Населення — 127 осіб (2011).
У 1975-1998 роках село належало до Плоцького воєводства.

## Демографія
Демографічна структура станом на 31 березня 2011 року:
|          | Загалом | Допрацездатний вік | Працездатний вік | Постпрацездатний вік |
| -------- | ------- | ------------------ | ---------------- | -------------------- |
| Чоловіки | 75      | 16                 | 58               | 1                    |
| Жінки    | 52      | 11                 | 32               | 9                    |
| Разом    | 127     | 27                 | 90               | 10                   |